# Ronald Michael Gilmore
Ronald Michael Gilmore (* 23. April 1942 in Pittsburg) ist Altbischof von Dodge City.

## Leben
Der Bischof von Wichita, David Monas Maloney, weihte ihn am 7. Juni 1969 zum Priester.
Papst Johannes Paul II. ernannte ihn am 12. Mai 1998 zum Bischof von Dodge City. Der Erzbischof von Kansas City in Kansas., James Patrick Keleher, spendete ihn am 16. Juli desselben Jahres die Bischofsweihe; Mitkonsekratoren waren Eugene John Gerber, Bischof von Wichita, und Stanley Girard Schlarman, emeritierter Bischof von Belleville.
Von seinem Amt trat er am 15. Dezember 2010 zurück.